# Gunung Ramasan
Gunung Ramasan är ett berg i Indonesien.   Det ligger i provinsen Aceh, i den västra delen av landet, 1 600 km nordväst om huvudstaden Jakarta. Toppen på Gunung Ramasan är 1 534 meter över havet, eller 302 meter över den omgivande terrängen. Bredden vid basen är 3,3 km.
Terrängen runt Gunung Ramasan är kuperad åt sydväst, men åt nordost är den bergig.Runt Gunung Ramasan är det mycket glesbefolkat, med 4 invånare per kvadratkilometer. Det finns inga samhällen i närheten. I omgivningarna runt Gunung Ramasan växer i huvudsak städsegrön lövskog.